# Poverty Point
Poverty Point (francouzsky Pointe de Pauvreté) je archeologická lokalita nedaleko obce Epps v americkém státě Louisiana. Má rozlohu 3,68 km² a skládá se z umělých náspů dosahujících výšky až 185 cm a šířky až 15 m. Šest řad je uspořádáno do pravidelného půlkruhu kolem centrálního prostranství na břehu říčky Bayou Macon, poblíž nich se nacházejí další vyvýšeniny, z nichž největší je mohyla A, která má při pohledu z výšky tvar letícího ptáka. Podle radiokarbonové metody datování tyto terénní úpravy proběhly mezi léty 1650 a 700 př. n. l. a jejich účel je předmětem sporů – podle různých teorií zde bylo sídliště, tržiště, pohřebiště nebo svatyně. Poverty Point je největší severoamerickou stavbou z takzvaného archaického období.
Podle studie publikované na Washington University in St. Louis přemístili zdejší obyvatelé bez použití mechanizace nebo tažných zvířat 239 000 m³ zeminy potřebných k vytvoření mohyly A za méně než devadesát dní. Podle lokality byla nazvána lovecko-sběračská kultura Poverty Point, jejíž pozůstatky byly nalezeny v celé oblasti okolo dolního toku Mississippi. Charakteristickými artefakty jsou objekty z pálené hlíny, které byly pravděpodobně používány k udržování tepla při vaření a pečení.
Valy objevil ve třicátých letech devatenáctého století prospektor Jacob Walter, popsal je v roce 1873 Samuel Lockett a první vědecký průzkum provedl v roce 1913 Clarence Bloomfield Moore. Lokalita dostala název podle nedaleké plantáže. V roce 1962 byl Poverty Point uznán jako National Historic Landmark, od roku 1988 je národním památníkem a roku 2014 byl zapsán na seznam Světového dědictví.

## Fotogalerie

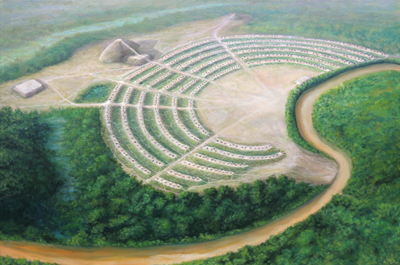
Rekonstrukce
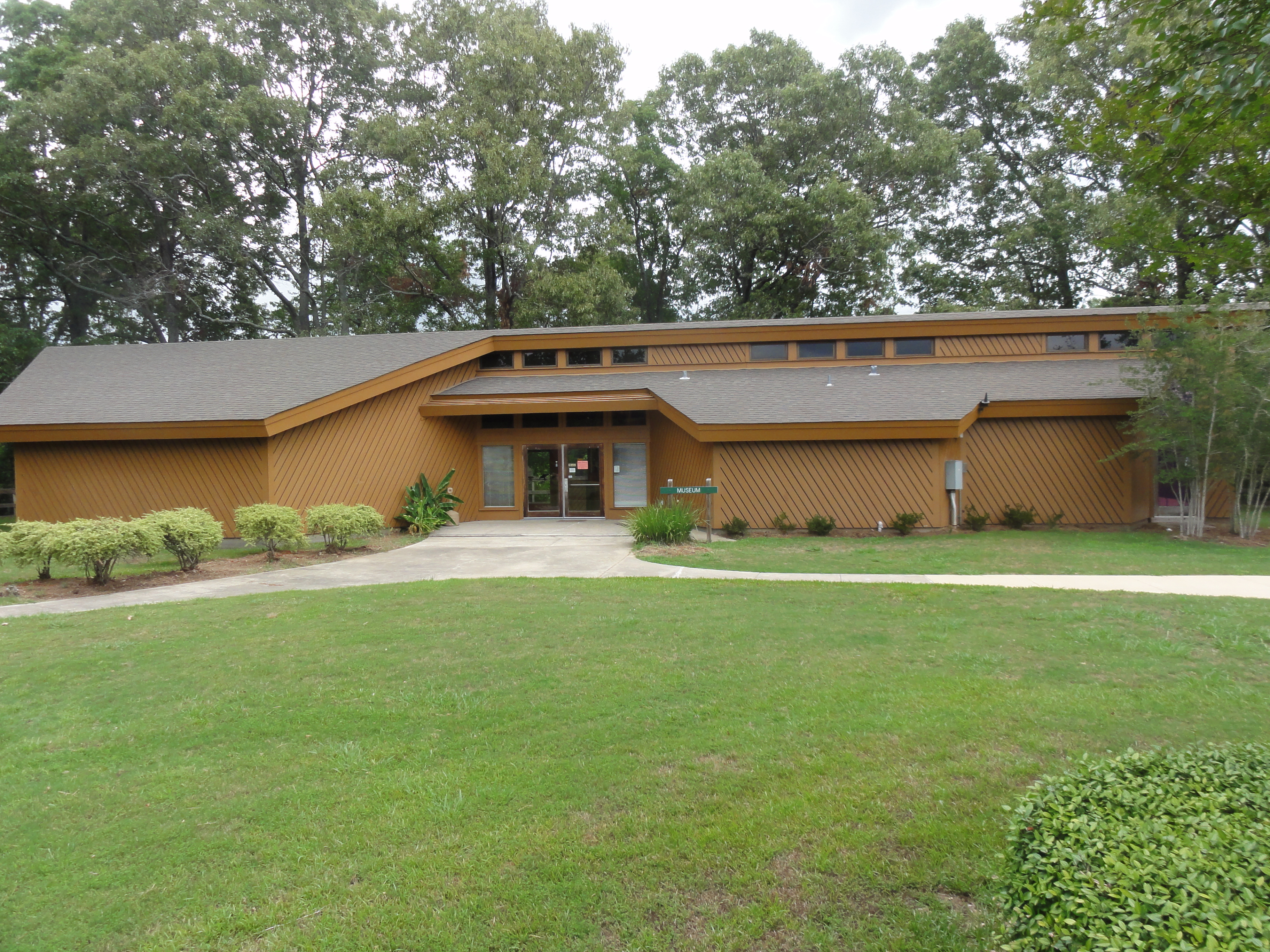
Muzeum v areálu archeologického parku
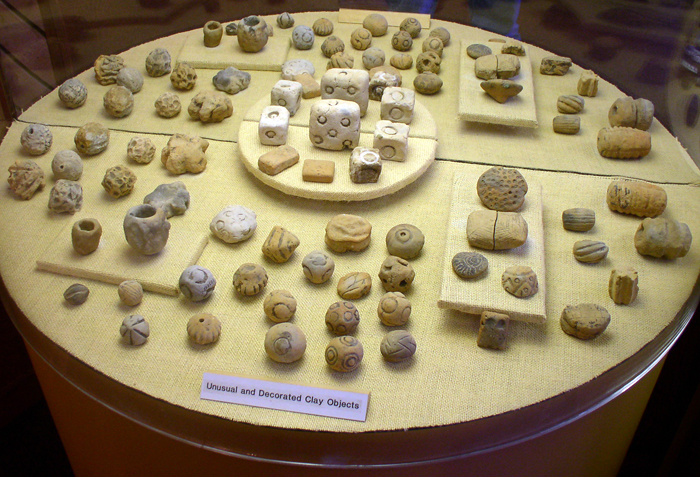
Předměty z pálené hlíny nalezené při vykopávkách